# فيلوطاس
فيلوطاس أو فيلوتاس (باليونانية: Φιλώτας)‏ هو قائد عسكري مقدوني وابن القائد بارمينيون. عمل تحت إمرة الإسكندر الأكبر وكان أحد أفضل القادة عنده وقاد المقدونيين لعدة إنتصارات مثل معركة الغرانيكوس وحصار ميليتوس وحصار صور. اغتيلَّ سنة 330 ق.م. مع والده بارمينيون بتهمة الخيانة والتآمر ضد الإسكندر في إكباتان في بلاد فارس.